# Estádio Josenildo Cavalcante
Estádio Josenildo Cavalcante – stadion piłkarski, w Jardim de Piranhas, Rio Grande do Norte, Brazylia, na którym swoje mecze rozgrywa klub Clube Atlético Piranhas.